# Pauline Guéna
Pour les articles homonymes, voir Guéna.
Pauline Guéna, née en 1976, est une écrivaine et scénariste française.

## Biographie
Pauline Guéna, avec ses enfants et son compagnon, traverse les États-Unis en camping-car, à la rencontre de vingt-six écrivains américains. Tirant un livre de ce voyage, elle publie en 2014 L'Amérique des écrivains.
En 2015-2016, Pauline Guéna suit le quotidien des brigades criminelles de la police judiciaire de Versailles. De cette expérience naît l'ouvrage 18.3 — Une année à la PJ, paru en 2020.
Dominik Moll s'inspire d'un des récits du livre pour le scénario de son film La Nuit du 12 (2022). Il s'interroge sur la dimension genrée des affaires criminelles. Ce sont des hommes qui tuent des femmes. Ce sont des hommes qui enquêtent sur ces féminicides.

## Œuvre

### Publications
- Le Fleuve, Paris, éditions Robert Laffont, 2004, 140 p.  (ISBN 2-221-10198-7)
Prix Edmée-de-La-Rochefoucauld 2005[réf. souhaitée]
- Pannonica, Paris, Éditions Robert Laffont, 2007, 262 p.  (ISBN 978-2-221-10815-4)[4]
- Que de l’oubli, Paris, Éditions Robert Laffont, 2013, 297 p.  (ISBN 978-2-221-13834-2)[5]
- L'Amérique des écrivains : road trip, avec Guillaume Binet, Paris, Éditions Robert Laffont, 2014, 339 p.  (ISBN 978-2-221-13985-1)[6],[7]

- Grand Prix des lectrices Elle Document 2015
- Mimi, avec Jean-Michel Décugis et Marc Leplongeon, Paris, Éditions Grasset et Fasquelle, 2018, 203 p.  (ISBN 978-2-246-81532-7)[9]
- 18.3. Une année à la PJ, Paris, Éditions Denoël, collection « Roman français », 2020, 528 p.  (ISBN 978-2-207-15986-6)[10]
- Reine, Paris, Éditions Denoël, 2024

Nommé pour le Prix des lecteurs « Quais du Polar » 2025

### Collaborations
- Safia Otokoré, Safia, un conte de fées républicain, Paris, Éditions Robert Laffont, 2005, 244 p.  (ISBN 2-221-10308-4)
- Christian Lestavel, Nom de code, la Loutre, Paris, Éditions Robert Laffont, 2006, 246 p.  (ISBN 2-221-10465-X)
- Sakinat Amiralieva, Vivre libre avec ma fille, Paris, Éditions Robert Laffont, 2006, 211 p.  (ISBN 2-221-10790-X)
- Yoyo Maeght, La Saga Maeght, Paris, Éditions Robert Laffont, 2014, 333 p.  (ISBN 978-2-221-13616-4)
- Sophie Kasiki, Dans la nuit de Daech : confession d'une repentie, Paris, Éditions Robert Laffont, 2016, 235 p.  (ISBN 978-2-221-19098-2)
- Murielle Bolle, Briser le silence, Paris, Éditions Michel Lafon, 2018, 267 p.  (ISBN 978-2-7499-3785-4)
- Jean-Michel Décugis, Marc Leplongeon, La Poudrière[12], Paris , Éditions Grasset, 2022, 240 p.
- Julia Wallach, Dieu était en vacances[13], Paris, Éditions Grasset, 2021, 160 p.
- Jean-Michel Décugis, Marc Leplongeon, Ministère de l'injustice, Paris , Éditions Grasset, 2022, 254 p.  (ISBN 978-2-2468-2751-1)
- avec Anne-Sophie Jahn, Daft[14], Paris, Éditions Grasset, 2021, 216 p.
- avec Marc Leplongeon et Jean-Michel Décugis, Une nuit en France, Grasset, 2025[15],[16],[17].

### Scénarios
- 2013 : Le Grand Georges, téléfilm de François Marthouret - coécrit avec Patrick Rotman
- 2013 : Détectives, saison 1, épisode 7 (Les Évaporés) - coécrit avec Marie Deshaires et Véronique Lecharpy
- 2021 : En thérapie, 6 épisodes
- 2021 : Disparu à jamais, 5 épisodes

## Adaptation de son œuvre
- 2022 : La Nuit du 12 de Dominik Moll, adapté de son livre 18.3 - Une année à la PJ